# Gábor Boczkó
Gábor Gyula Boczkó (* 1. dubna 1977 Tapolca, Maďarsko) je maďarský sportovní šermíř, který se specializuje na šerm kordem. Maďarsko reprezentuje mezi muži od roku 1997. V roce 2004, 2008 a 2016 startoval na olympijských hrách v soutěži jednotlivců i družstev. V soutěži jednotlivců se jako trojnásobný mistr Evropy z let 1997, 2002 a 2003 na olympijských hrách výrazně neprosadil. Se silným maďarským družstev však pravidelně útočil na medaile z vrcholných sportovních akcí. V roce 2004 vybojoval s maďarským družstvem kordistů stříbrnou olympijskou medaili, na kterou navázal po 12 letech ziskem bronzové olympijské medaile v roce 2016. V roce 2013 vybojoval s družstvem kordistů titul mistra světa a v roce 2006, 2007, 2009, 2010 titul mistra Evropy.